# Шишкинское сельское поселение (Тюменская область)
Шишкинское се́льское поселе́ние — муниципальное образование в Вагайском районе Тюменской области Российской Федерации.
Административный центр — село Шишкина.

## История
Статус и границы сельского поселения установлены Законом Тюменской области от 5 ноября 2004 года № 263 «Об установлении границ муниципальных образований Тюменской области и наделении их статусом муниципального района, городского округа и сельского поселения».

## Население
| 2010 | 2011 | 2012 | 2013 | 2014 | 2015 | 2016 |
| ---- | ---- | ---- | ---- | ---- | ---- | ---- |
| 586  | ↘585 | ↗597 | ↘593 | ↘580 | ↘578 | ↗580 |
| 2017 | 2018 | 2019 | 2020 | 2021 | 2023 |      |
| ↗582 | ↘581 | ↘579 | ↗583 | ↘527 | ↘513 |      |

## Состав сельского поселения
| № | Населённый пункт | Тип населённого пункта       | Население |
| - | ---------------- | ---------------------------- | --------- |
| 1 | Ашлык            | село                         | 114       |
| 2 | Шишкина          | село, административный центр | ↗472      |